# DJ Dean
DJ Dean (* 25. Oktober 1976, bürgerlich Martin Schmidt) ist ein deutscher Hard-Trance/-Hardstyle-DJ und -produzent. Er ist Resident-DJ im Tunnel Club in Hamburg und exklusiver Produzent des Hard-Trance- und Hardstyle-Labels Tunnel Records, unter dem auch die Sampler DJ Networx und Tunnel Trance Force erscheinen.

## Karriere
DJ Dean begann 1992 mit Hardcore Techno und Gabber (er war Mitglied der Nordcore GMBH) auf sich aufmerksam zu machen. Nach einem Auftritt beim Time Tunnel Rave 1995 wurde er Resident-DJ im Tunnel Club. 1997 kaufte er sich ein eigenes Tonstudio. Kurz darauf erschien Tunnel Trance Force in Zusammenarbeit mit Tunnel Records und der Sony Music Media. Seitdem verwirklichte DJ Dean Projekte unter Namen wie Angel Beats, Barbarez, Dynamic D's, Sylver Liquid, Impegement Syndrom oder Van Nilson.

## Diskografie

### Alben
- Balla Nation (The First Album) (2000)
- Balla Nation Episode 2 (2002)
- Protect Your Ears (2003)
- Eye of a Champ (2006)
- Double Trouble (2011)
- Home (2020)

### Kompilationen
- The Very Best of DJ Dean (2013)

### Singles
- Darkness (1996)
- It’s True (1997)
- House Nation (1997)
- Friday Night (1997)
- Trust Me (1998)
- What’s Wrong (1999)
- Energy (1999)
- Ballanation (2000)
- EP (2000)
- Deluxe E.P. (2001)
- Balla Nation Episode 2 (2002)
- Play It Hard (2002)
- Play It Hard (The Remixes) (2002)
- Protect Your Ears (2003)
- Protect Your Ears (The Remixes) (2003)
- It’s a Dream (2004)
- Ballanation.04 (2004)
- Ballanation.04 (The Re.Mixes) (2004)
- Music Is My Life (2005)
- Music Is My Life (Remixes) (2005)
- Kick off (2006)
- Dean Project’s EP (2006)
- If I Could Be You (2006)
- Kick Da Bass! (2006)
- Dreamworld (2007)
- Euphoria (2007)
- Eye of a Champ EP (2007)
- Powersystem (2008)
- Going Nowhere (2008)
- Balla Nation - Still Alive! (2009)
- Hamburg Rulez Reloaded (2010)
- Eternal Peace (meets Kolja Beckmann) (2011)
- Next Step EP (2012)
- Music 4 Freedom (Meets Bastian Basic) (2013)
- X-Ploration/The Dominator (2013)
- L.A.E.P. (2014)
- Play It Hard 2K14 (Tunnel Records Edition) (& Brooklyn Bounce) (2014)
- Play It Hard 2K14 (Mental Madness Records Edition) (& Brooklyn Bounce) (2014)
- Balla Nation Reborn (& Brooklyn Bounce) (2015)
- Balla Nation Reborn (Jan Van Bass-10 Remix) (& Brooklyn Bounce) (2015)
- Headcrash E.P. (& Danny Fervent) (2015)
- Flashback (K.Blank & DJ Dean feat. Elaine Winter) (2015)
- Flashback (Rene Ablaze & Jam Da Bass Remix) (K.Blank & DJ Dean feat. Elaine Winter) (2016)
- Tokyo Overdrive (& Airwaze) (2016)
- What You Feel (Baars & DJ Dean) (2016)
- Summertime in Heaven (& Airwaze) (2016)
- It’s a New Dream (& DJ T.H.) (2017)
- It’s a Dream (DJ Manian vs. Yanou Remix) (2017)
- It’s a New Dream (The Remixes) (& DJ T.H.) (2017)
- Find a Road (& DJ T.H.) (2018)
- All That I Need (& Vince Tayler) (2019)
- Find a Road (Maratone & Cyril Ryaz Remix) (& DJ T.H.) (2019)
- Never (& DJ T.H.) (2019)
- Need of Love (& Vince Tayler) (2019)
- Protect Your Ears 2K20 (2020)
- Protect Your Ears 2K20 (The Remixes) (2020)

### Remixe
- Presswerk - Don’t Cry (DJ Dean Remix)
- Hardheadz - Hardhouz Generation (DJ Dean Remix)
- DJ Crack - Another Dimension (DJ Dean Remix) (1997)
- Power Play - Maxximum Overdrive (Krid Kid & DJ Dean Mix) (1997)
- R.O.O.S. - Living In A Dream (DJ Dean vs Hunter Remix) (1998)
- Tritone - I Know You’re Out There (DJ Dean Remix) (1998)
- Accuface - Space Is The Place (DJ Dean Remix) (1998)
- DJ Crack - The Access of Trance (DJ Dean Remix) (1998)
- Angel Beats - Take Off! (DJ Dean Remix) (1999)
- La Bush - The Temple Of House (DJ Dean Remix) (1999)
- Ulrich - Nevermore (DJ Zeb Vs DJ Dean) (2000)
- Tunnel Allstars Present Accuface - Let Your Mind Fly (DJ Dean Remix) (2001)
- Murphy Brown works with Mike Nero - Loose My Mind (Part I) (The Mellow Mixes)(DJ Dean Mix) (2001)
- E Nomine - Deine Welt (DJ Dean Remix) (2002)
- Murphy Brown - Energizer 2002 Part 2 (DJ Dean Remix) (2002)
- Angel_One - Into Your Eyes (DJ Dean vs. DJ Deelay Remix) (2002)
- Spitfire - Ready For This (DJ Dean Remix) (2002)
- DJ Digress - The Frequency (DJ Dean Remix) (2002)
- Hunter, Lauks & Paris - What’s Up (DJ Dean Remix) (2002)
- E Nomine - Das Omen (DJ Dean Remix) (2003)
- Mike Nero Traxx - Drop Out (DJ Dean Mix) (2003)
- T90 @ The Dome - Taste of Summer (DJ Dean Edit) (2003)
- DJ Digress - The Frequency (DJ Dean Radio Edit) (2003)
- Angel Beats Meets DJ Merlin - EP - You Make My Dreams (DJ Dean Remix) (2004)
- Titus - All Her Fears (DJ Dean Remix) (2005)
- Public Domain - Love U More (DJ Dean Remix) (2005)
- United Beats - Por Que No (DJ Dean Remix) (2005)
- Van Nilson - The Fear (DJ Dean Edit) (2005)
- DJ Merlin & C-Bass - The NXP E.P. (DJ Dean & NXP Remix) (2005)
- DJ Moe vs. Yoba - Tranceformation (DJ Dean’s Mix) (2005)
- Alex M. vs. Marc van Damme - Stand Up! (DJ Dean Rmx) (2006)
- DJ Merlin & C-Bass - Trancemission (DJ Dean Remix) (2008)
- Mike Nero - Never Forget You (DJ Dean Bn Edit) (2019)